# لی-زی-بوی
شرکت لی-زی-بوی (انگلیسی: La-Z-Boy Inc.) (تلفظ: «لیزی بوی»، به معنی: «پسر تنبل»)؛ یک تولید کنندهٔ مبلمان آمریکایی مستقر در مونرو، میشیگان، ایالات متحدهٔ آمریکا است که مبلمان خانگی از جمله صندلی‌های درازکش، کاناپه‌ها، صندلی‌های ثابت، صندلی‌های بالابر و مبل‌های تخت‌خواب‌شو را تولید می‌کند. این شرکت در سال ۱۹۲۷ میلادی تأسیس شد. این شرکت بیش از ۱۱۰۰۰ کارمند دارد.
مبلمان لی-زی-بوی در خرده‌فروشی‌های مسکونی در ایالات متحده و کانادا فروخته می‌شود و تحت لیسانس در کشورهای دیگر از جمله: بریتانیا، استرالیا، آلمان، اندونزی، ایتالیا، ژاپن، مکزیک، نیوزلند، ترکیه، آفریقای جنوبی، کویت و قطر تولید و توزیع می‌شود. لی-زی-بوی دارای حق امتیاز ایالات متحده و بین‌المللی در بیش از ۲۰۰ سبک و مکانیسم مختلف است.
بخش عمده‌فروشی شامل انگلستان، لی-زی-بوی، آمریکن درو، هامری، کینکید و مشاغل بین‌المللی عمده‌فروشی و تولیدی این شرکت است. بخش خرده‌فروشی متعلق به شرکت شامل تقریباً ۱۶۵ فروشگاه لی-زی-بوی فرنیچر گالریز از حدود ۳۵۰ فروشگاه است. جوی‌برد یک خرده‌فروش تجارت الکترونیک و تولید کنندهٔ مبلمان روکش‌شده است.